# Atrio (architettura)

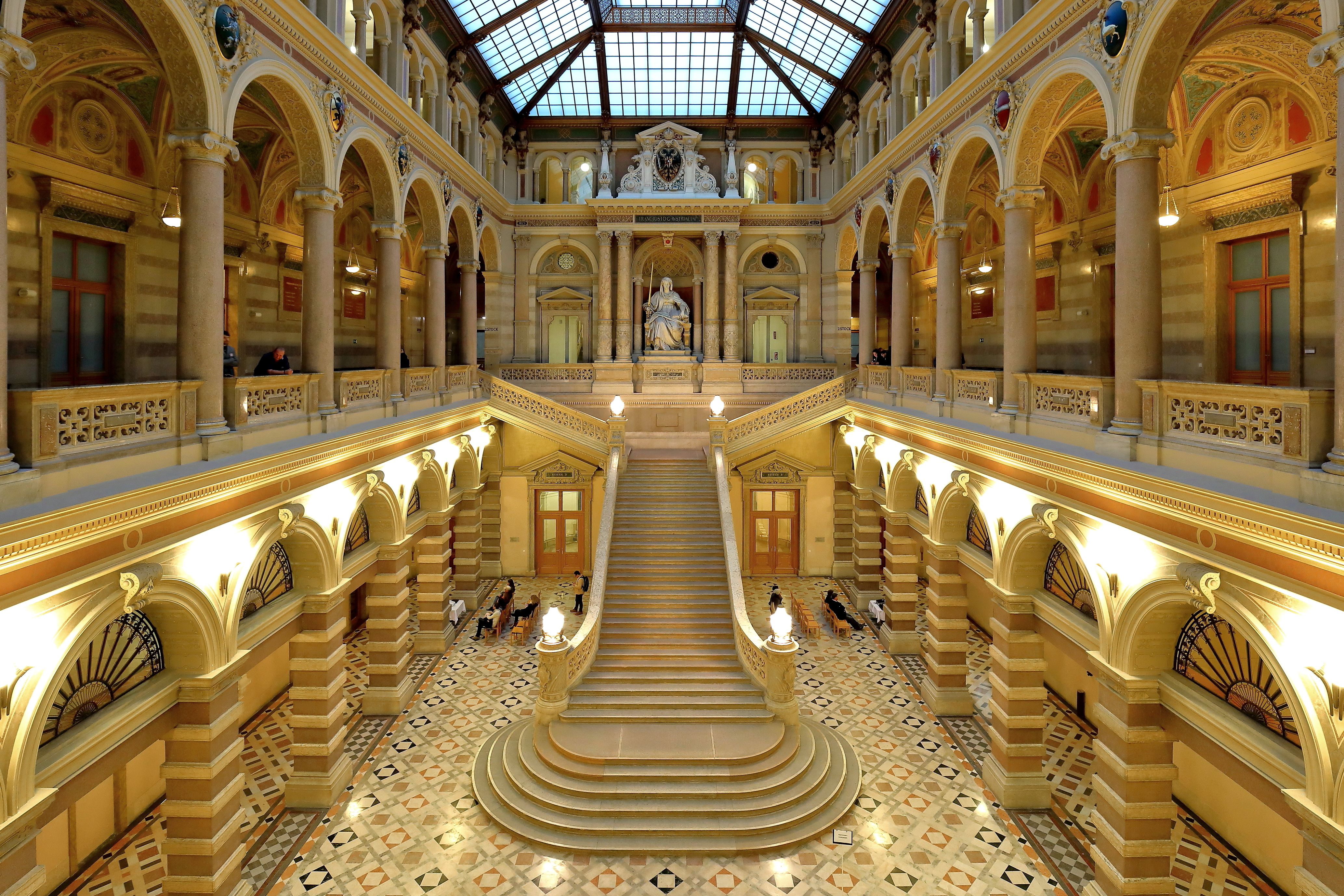
Atrio del Palazzo di Giustizia di Vienna

L'atrio nell'architettura è un ampio spazio aperto collocato all'interno di un edificio, in genere ad uso pubblico (civile o religioso) o comunque di rappresentanza.

## Origine

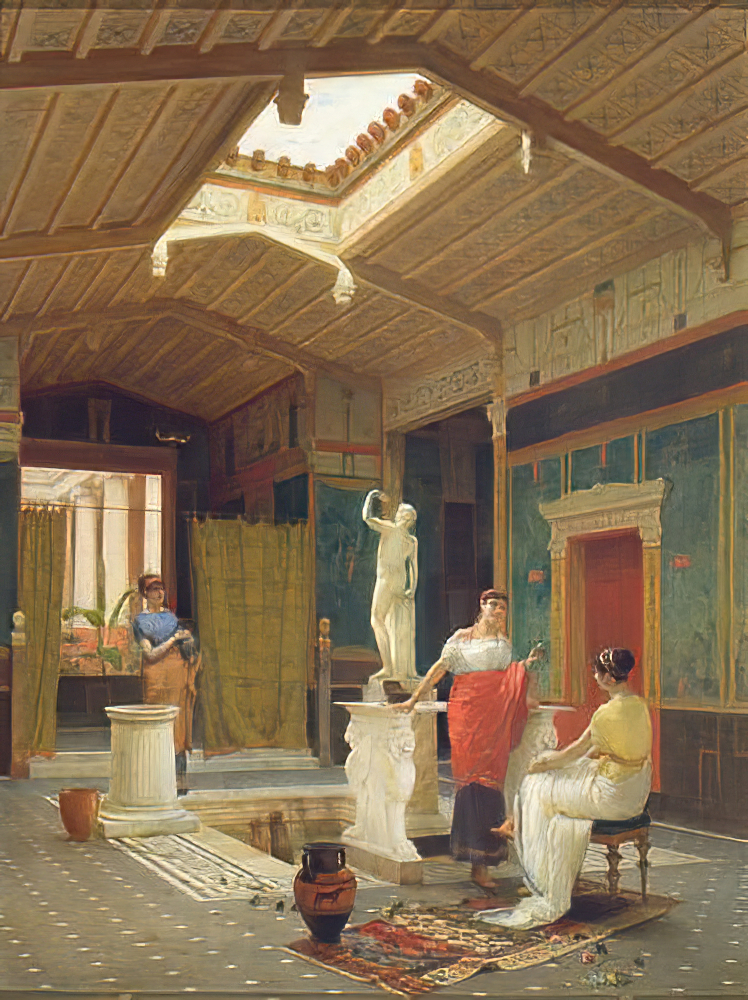
Interno pompeiano con atrio (dipinta di L. Bazzani, 1882)

Il termine deriva dal latino atrium. Originariamente, nell'architettura romana era la stanza del focolare al centro della domus, dove i muri erano anneriti dal fumo (ater). Successivamente identificò il cortile interno: era uno spazio aperto circondato su tre o tutti i lati da portici e dotato di copertura a impluvio e compluvio intorno al cavedio.
Nell'architettura religiosa cristiana l'atrium o cortile dei catecumeni era un apposito spazio della basilica, un quadriportico con al centro una fonte battesimale, dove i catecumeni (coloro che attendevano il battesimo) potevano sostare. Dal punto di vista stilistico il chiostro delle architetture monacali riprende l'atrium delle ville romane.
Negli edifici rinascimentali e in quelli da essi derivati, l'atrio rappresentava un portico esterno e coperto attraverso cui si accedeva al cortile.

## Uso moderno
L'atrio delle moderne costruzioni è un ampio ingresso. Generalmente è un ambiente che si eleva su più piani (a tutta altezza) con una copertura trasparente, oppure può essere del tutto a cielo aperto; in ogni caso, l'atrio è finestrato per consentire una buona illuminazione naturale. Con il termine ingresso è identificato anche lo spazio della casa che comprende la porta d'ingresso, a volte presente stesso nel corridoio o nella sala da pranzo.

## Androne
L'androne è quel locale al pian terreno dell'edificio che dall'ingresso principale porta alla scala o al cortile interno.

## Galleria d'immagini

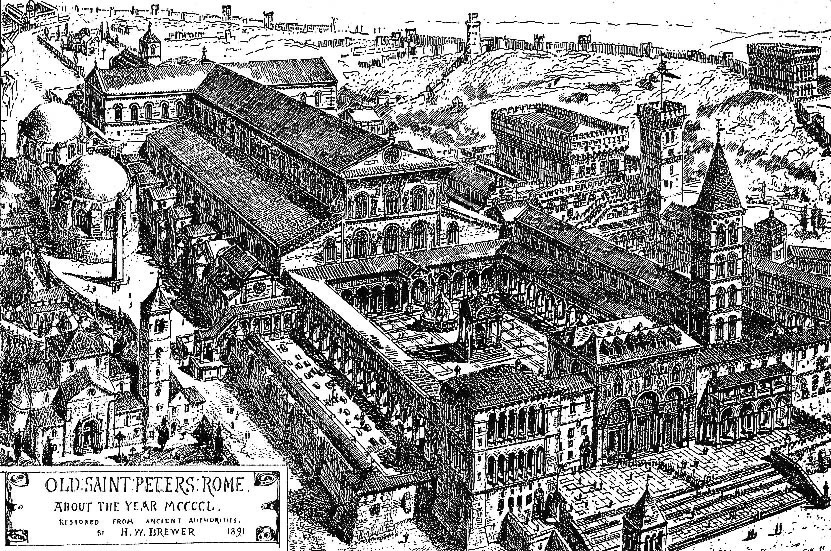
L'antica Basilica di San Pietro in Vaticano preceduta da un atrio
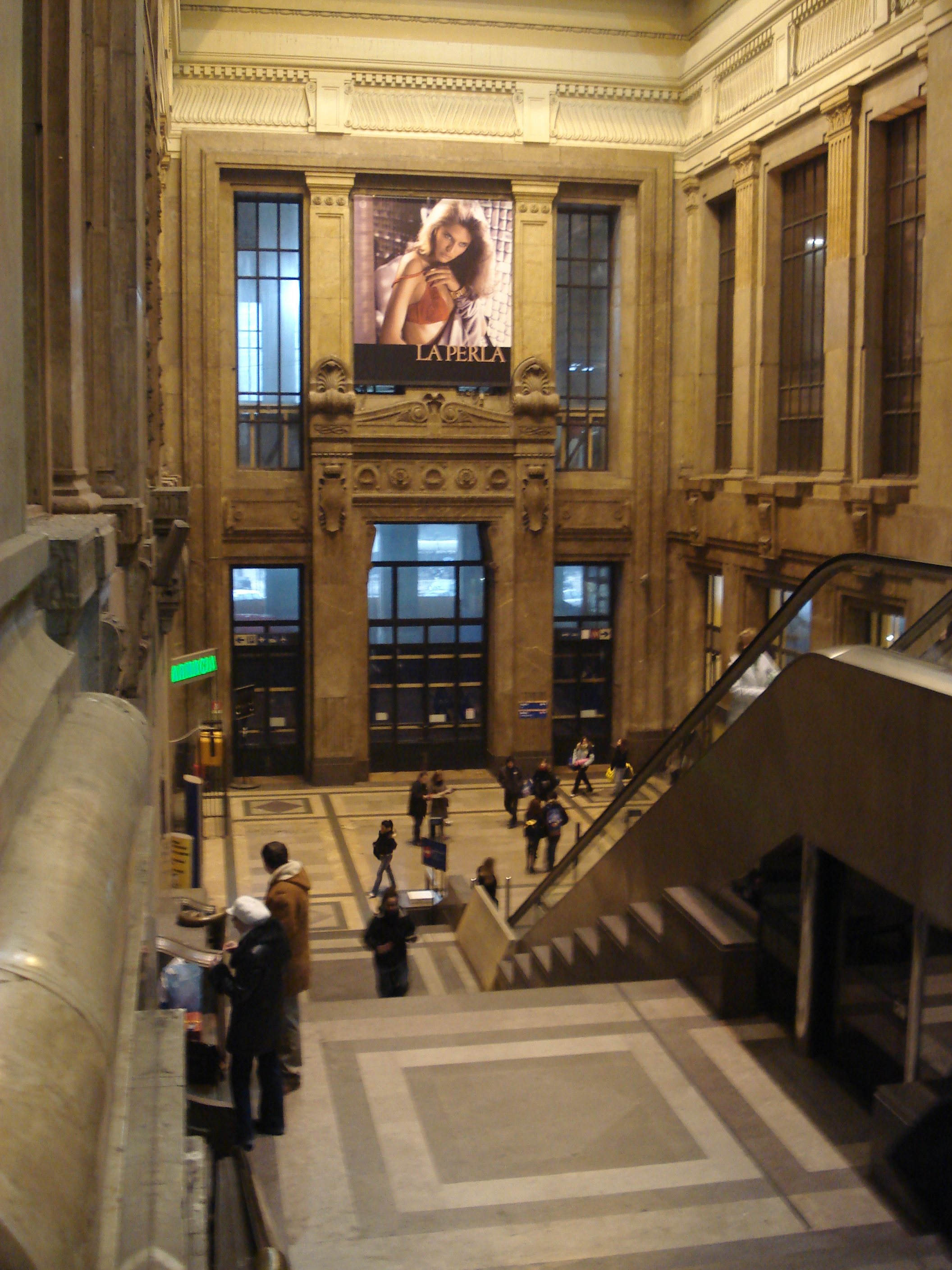
Atrio della Stazione centrale di Milano
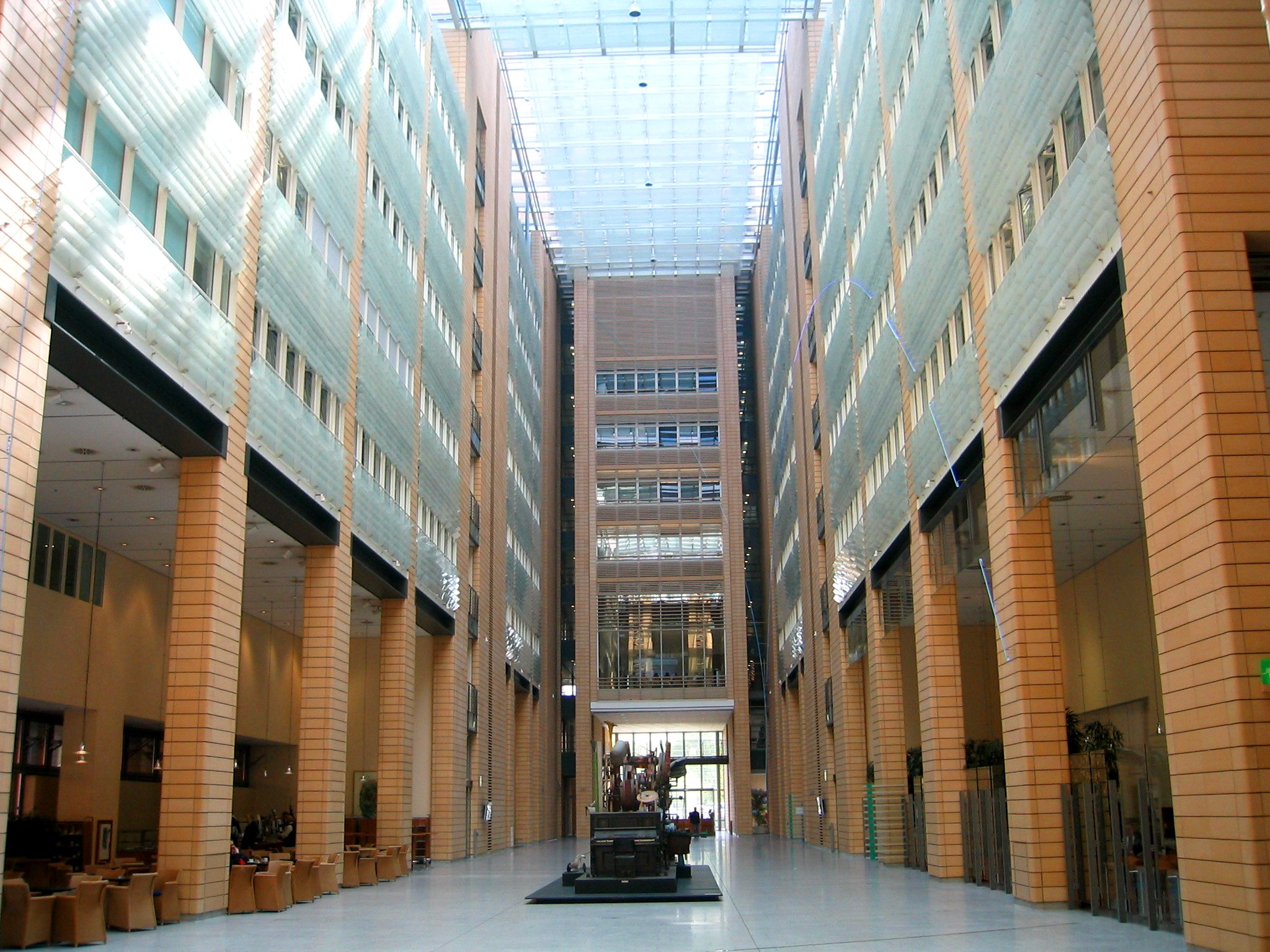
Atrio della Debis-Haus a Berlino